# 岩崎正和
岩崎正和（日语：いわさき まさかず），日本男性漫畫家。東京設計學院出身。現居住於千葉縣柏市。
代表作是2008年10月至12月曾播出同名電視動畫的《鋼鐵新娘》。

## 人物簡介
從出道之前開始多次投稿作品至角川書店的《月刊少年Ace》和史克威爾艾尼克斯的《月刊少年GANGAN》但未入選獲或採用。
2001年在MediaWorks（今併入KADOKAWA改名ASCII Media Works）旗下雜誌《月刊電擊Comic Gao！》正式出道。

## 作品概覽

### 連載
全由MediaWorks／KADOKAWA發行。
- （《月刊電擊Comic Gao！》，全3冊）
- 鋼鐵新娘（《月刊電擊Comic Gao！》→《月刊Comic電擊大王》，全9冊）東立出版社
- 明天的今日子小姐（日语：あしたの今日子さん）（《電擊大王GENESIS》→電撃大王WEB COMIC，全7冊）
- 宮本本（《漫畫電擊大王誌（日语：コミック電撃だいおうじ）》，全2冊）

### 插圖
- 電視動畫 廢天使加百列（第5話片尾插圖）
- 電視動畫 花丸幼稚園（第4話片尾插圖）

## 來源
1. ↑  本田大次郎. . BOOK.asahi.com. 朝日新聞社. 2013-06-02  [2017-02-06]. （原始内容存档于2013-06-11） （日语）.
2. ↑  《月刊少年Ace》2008年12月號，角川書店。

## 外部連結
- （日語）－岩崎正和的官方個人網站。
- 岩崎正和的X（前Twitter） （日語）